# NGC 4790
NGC 4790 este o galaxie spirală situată în constelația Fecioara. A fost descoperită în 25 martie 1786 de către William Herschel. Se află la o distanță de 17,75 megaparseci de Pământ.